# Clásica Brujas-La Panne 2024
La 48.ª edición de la clásica ciclista Clásica Brujas-La Panne (llamado oficialmente: Classic Brugge-De Panne) fue una carrera en Bélgica que se celebró el 20 de marzo de 2024 sobre un recorrido de 198,9 kilómetros con inicio en la ciudad de Brujas y final en el municipio de De Panne. 
La carrera formó parte del UCI WorldTour 2024, calendario ciclístico de máximo nivel mundial, siendo la décima carrera de dicho circuito y fue ganada por el belga Jasper Philipsen del Alpecin-Deceuninck. Completaron el podio, como segundo y tercer clasificado respectivamente, el también belga Tim Merlier del Soudal Quick-Step y el neerlandés Danny van Poppel del Bora-Hansgrohe.

## Equipos participantes
Tomaron parte en la carrera 23 equipos: 16 de categoría UCI WorldTeam y 7 de categoría UCI ProTeam. Formaron así un pelotón de 160 ciclistas de los que acabaron 150. Los equipos participantes fueron:
| WorldTeams (15)- Alpecin-Deceuninck - Arkéa-B&B Hotels - Astana Qazaqstan Team - Bahrain Victorious - Bora-Hansgrohe - Cofidis - EF Education-EasyPost - Groupama-FDJ - Intermarché-Wanty - Lidl-Trek - Movistar Team - Soudal Quick-Step - Team dsm-firmenich PostNL - Team Jayco AlUla - UAE Team Emirates ProTeams (8)- Bingoal WB - Israel-Premier Tech - Lotto Dstny - Team Flanders-Baloise - TotalEnergies - Tudor Pro Cycling Team - Q36.5 Pro Cycling Team - Uno-X Mobility |
| |

## Clasificación final
- La clasificación finalizó de la siguiente forma:[2]

| \| Clasificación general \| Clasificación general \| Clasificación general \| Clasificación general \| Clasificación general \| \| Ciclista \| Ciclista \| Equipo \| Tiempo \| \| \| --------------------- \| --------------------- \| --------------------- \| --------------------- \| --------------------- \| \| 1.º \| Jasper Philipsen \| Alpecin-Deceuninck \| 4 h 22 min 42 s \| \| \| 2.º \| Tim Merlier \| Soudal Quick-Step \| + 0 s \| \| \| 3.º \| Danny van Poppel \| Bora-Hansgrohe \| + 0 s \| \| \| 4.º \| Jason Tesson \| TotalEnergies \| + 0 s \| \| \| 5.º \| Simone Consonni \| Lidl-Trek \| + 0 s \| \| \| 6.º \| Stian Fredheim \| Uno-X Mobility \| + 0 s \| \| \| 7.º \| Juan Sebastián Molano \| UAE Team Emirates \| + 0 s \| \| \| 8.º \| Phil Bauhaus \| Bahrain Victorious \| + 0 s \| \| \| 9.º \| Émilien Jeannière \| TotalEnergies \| + 0 s \| \| \| 10.º \| Luca Mozzato \| Arkéa-B&B Hotels \| + 0 s \| \| |                       |                    |                 |
| |                       |                    |                 |
| Fuente: ProCyclingStats |                       |                    |                 |
| Clasificación general |                       |                    |                 |
| Ciclista | Ciclista              | Equipo             | Tiempo          |
| 1.º | Jasper Philipsen      | Alpecin-Deceuninck | 4 h 22 min 42 s |
| 2.º | Tim Merlier           | Soudal Quick-Step  | + 0 s           |
| 3.º | Danny van Poppel      | Bora-Hansgrohe     | + 0 s           |
| 4.º | Jason Tesson          | TotalEnergies      | + 0 s           |
| 5.º | Simone Consonni       | Lidl-Trek          | + 0 s           |
| 6.º | Stian Fredheim        | Uno-X Mobility     | + 0 s           |
| 7.º | Juan Sebastián Molano | UAE Team Emirates  | + 0 s           |
| 8.º | Phil Bauhaus          | Bahrain Victorious | + 0 s           |
| 9.º | Émilien Jeannière     | TotalEnergies      | + 0 s           |
| 10.º | Luca Mozzato          | Arkéa-B&B Hotels   | + 0 s           |

## Ciclistas participantes y posiciones finales
Convenciones:
- AB: Abandono
- FLT: Retiro por llegada fuera del límite de tiempo
- NTS: No tomó la salida
- DES: Descalificado o expulsado

## UCI World Ranking
La Clásica Brujas-La Panne otorgó puntos para el UCI World Ranking para corredores de los equipos en las categorías UCI WorldTeam, UCI ProTeam y Continental. Las siguientes tablas son el baremo de puntuación y los diez corredores que obtuvieron más puntos:
| Posición   | 1.º | 2.º | 3.º | 4.º | 5.º | 6.º | 7.º | 8.º | 9.º | 10.º | 11.º | 12.º | 13.º | 14.º | 15.º-20.º | 21.º-30.º | 31.º-50.º | 51.º-55.º | 56.º-60.º |
| Puntuación | 300 | 250 | 215 | 175 | 120 | 115 | 95  | 75  | 60  | 50   | 40   | 35   | 30   | 25   | 20        | 12        | 5         | 2         | 1         |

| Clasificación |                       |                    |        |
| Posición      | Ciclista              | Equipo             | Puntos |
| ------------- | --------------------- | ------------------ | ------ |
| 1.º           | Jasper Philipsen      | Alpecin-Deceuninck | 300    |
| 2.º           | Tim Merlier           | Soudal Quick-Step  | 250    |
| 3.º           | Danny van Poppel      | Bora-Hansgrohe     | 215    |
| 4.º           | Jason Tesson          | Total Energies     | 175    |
| 5.º           | Simone Consonni       | Lidl-Trek          | 120    |
| 6.º           | Stian Fredheim        | Uno-X Mobility     | 115    |
| 7.º           | Juan Sebastián Molano | UAE Emirates       | 95     |
| 8.º           | Phil Bauhaus          | Bahrain Victorious | 75     |
| 9.º           | Émilien Jeannière     | Total Energies     | 60     |
| 10.º          | Luca Mozzato          | Arkéa-B&B Hotels   | 50     |